# John Cunningham (Entdecker)
John Cunningham (* 1575; † 1651; dänisch auch Hans Køning) war ein schottischer Polarfahrer und Entdecker.

## Expedition nach Grönland 1605
Cunningham diente ab 1603 als Kapitän im Dienst der dänischen Marine. Dänemark hatte seit 1410 keinen Kontakt mehr zu den Siedlungen der Grænlendingar auf Grönland, und obwohl bereits unter Friedrich II. mehrere Expeditionen dorthin geschickt worden waren, war es keiner gelungen, auf Grönland zu landen. Im Gegensatz dazu hatten englische Kapitänen wie Martin Frobisher oder John Davis gegen Ende des 16. Jahrhunderts erfolgreiche Reisen in die Arktis unternommen.
Christian IV. wollte den Anspruch der dänischen Krone auf Grönland geltend machen, wozu es allerdings notwendig war, die Siedlungen der Nordmänner wiederzufinden. Er engagierte daher Seefahrer von der britischen Insel für insgesamt drei Expeditionen von 1605 bis 1607. Cunningham wurde als Leiter der ersten Expedition ausgewählt. Die Expedition bestand aus drei Schiffen: Cunningham segelte mit seinem Steuermann James Hall an Bord der Trost, der Engländer John Knight war Kapitän der Pinasse Katten („Katze“) und der dänische Adlige Godske Lindenow befehligte die Røde Løwen („Roter Löwe“). Hall, Knight und Lindenow leiteten später selbst Fahrten ins Polargebiet.
Am 2. Mai 1605 stach die Flotte in See. Am 30. Mai wurde Kap Farvel, der südlichste Punkt Grönlands, passiert. Anschließend schlug man auf Halls Rat hin einen Kurs in großer Entfernung von der grönländischen Westküste ein, auf dem man auf dichtes Packeis traf. Da dies nicht die traditionelle Handelsroute zu den nordischen Siedlungen war, entbrannte im Folgenden eine Auseinandersetzung zwischen Hall und Lindenow. Lindenow befürchtete, dass man so die Siedlungen verpassen würde, und entschied sich am 11. Juni, allein mit der Røde Løwen in Richtung Küste zu segeln. Wie Hall es jedoch vorausgesehen hatte, konnte Lindenow nicht am dortigen Ufer landen, sondern er musste zunächst weit zurück nach Süden fahren, bis er zwischen 62. und 63. Breitengrad (vermutlich in der Nähe des heutigen Qeqertarsuatsiaat) an Land gehen konnte. Dort traf er auf Inuit, von denen er Felle, Walross- und Narwalhörner erwarb. Da er nichts weiter erreichen konnte, beschloss er die Rückfahrt und kam am 28. Juli in Kopenhagen an.
Die Trost und die Katten hingegen landeten am 12. Juni bei 66° 30' N im Itillip Ilua, in dem bereits Davis 1586 geankert hatte. Während Cunningham auf der Trost verblieb, fuhr sein Steuermann am 20. Juni mit der Katten weiter in Richtung Norden. Während dieser Reise erstellte Hall vier Karten, darunter die erste Karte von Westgrönland. Er erreichte vermutlich 68°35'N und sah als erster Europäer die südlichen Ausläufer der Diskobucht. Dort sammelte die Gruppe Gesteinsproben, die späteren Untersuchungen zufolge Silber enthielt. Hall wollte die Reise noch weiter fortsetzen, wurde jedoch von seiner Mannschaft umgestimmt, die befürchtete, dass die Trost sich ohne sie auf die Heimfahrt machen würde. Am 11. Juli trafen sie wieder im Itilleqfjord bei der Trost ein.
Inzwischen hatten sich die anfänglich guten Beziehungen zu den Inuit drastisch verschlechtert, nachdem Cunningham vier von ihnen gefangen genommen hatte. Die Inuit griffen daraufhin die Schiffe an, wurden jedoch durch Kanonenfeuer vertrieben. Die Expedition machte sich auf die Rückreise und erreichte Kopenhagen am 10. August 1605.

## Weitere Jahre
Christian IV. war über die Ergebnisse der Expedition erfreut und willigte ein, im folgenden Jahr eine größere Expedition nach Grönland zu finanzieren. Dabei sollte insbesondere ausgiebig nach Silbervorkommen gesucht werden. Bei dieser Expedition wurde Cunningham jedoch vom Leiter zum Kapitän der Røde Løwen herabgesetzt und Lindenow das Kommando übertragen. Sowohl diese als auch eine weitere, 1607 stattfindende Expedition, an der Cunningham nicht mehr teilnahm, stellten sich jedoch als Fehlschlag heraus.
Cunningham blieb bis zu seinem Lebensende im Dienst der dänischen Krone. 1615 leitete er eine Expedition nach Spitzbergen, die den dänischen Anspruch darauf untermauern sollte. Damals ging man davon aus, dass Spitzbergen einen Teil von Grönland bildete. Die hauptsächlich englischen und niederländischen Walfänger dort ignorierten jedoch seine Flotte.
1619 wurde Cunningham zum Gouverneur der Provinz Finnmark im Norden Norwegens ernannt und wurde in Vardø stationiert. Diesen Posten hatte er bis kurz vor seinem Tod inne.